# Alombus politoides
Alombus politoides är en tvåvingeart som beskrevs av Richards 1965. Alombus politoides ingår i släktet Alombus och familjen fritflugor.
Artens utbredningsområde är Tanzania. Inga underarter finns listade i Catalogue of Life.